# تكيلالت
تكيلالت هي قرية وجماعة ريفية تابعة لولاية الترارزة جنوب غرب موريتانيا، في عام 2000 كان عدد سكانها 2726 نسمة.